# Kölner Sondergemeinden
Als Kölner Sondergemeinden werden Verwaltungsbezirke im Hoch- und Spätmittelalterlichen Köln bezeichnet, die an Pfarrbezirke angelehnt waren, darüber hinaus jedoch über besondere Institutionen der Verwaltung und der Justiz verfügten. 

## Gruppen
Die Kölner Sondergemeinden, oder auch Kirchspiele genannt, lassen sich in drei Gruppen unterteilen. Von den insgesamt zwölf Gemeinden gehören 
- die Kirchspiele St. Alban, St. Aposteln, St. Brigiden, St. Kolumba, St. Laurenz, Groß St. Martin und St. Peter zur ersten Gruppe. Diese sieben lagen in der Alt- und Vorstadt und waren mit den jeweiligen Pfarrbezirken deckungsgleich.
- Die Sondergemeinden Airsburg und Niederich umfassten mehrere Pfarrbezirke.
- Die Sondergemeinden der dritten Gruppe schlossen sich an Stifts-  bzw. Klosterimmunitäten an und waren: St. Gereon-St. Christoph, St. Pantaleon-Weyerstraße und St. Severin.

## Verwaltung
Die Kölner Sondergemeinden waren teilweise eigenständige Bezirke und nicht bloße Stadtteile der Gesamtgemeinde Köln. Die Leitung über die Sondergemeinden hatten jeweils zwei Meister inne, die ein Jahr im Amt waren. Dabei überlappten sich die Legislaturperioden immer halbjährlich, sodass der ältere Meister den jüngeren einführen konnte.  Den Meistern unterstanden die Amtleute, die sich wiederum in zwei Gruppen aufteilten. Die erste Gruppe war die der verdienten-, die zweite Gruppe die der unverdienten Amtleute. Verdiente Amtleute waren solche, die bereits das Amt als Meister innehatten, die unverdienten waren noch Anwärter auf ein solches Amt. Die verdienten Amtleute waren Vollmitglieder des Amtleutegremiums und hatten dieses Amt auf Lebenszeit inne. In die Position eines Vollmitgliedes konnte man sich darüber hinaus jedoch ausschließlich einkaufen.
Die Aufgaben der Amtleute lagen vor allem im Bereich des Gerichtes und in der Verwaltung der Kirchspiele. Verschiedene Gremien aus Amtleuten beschäftigten sich dann mit einer der jeweiligen Aufgaben. Dazu gehörten im Bereich der Gerichte das Niedergericht, Schuldklagen bis zu fünf Schilling Streitwert und das Rügegericht. In der Verwaltung wurden die Gremien tätig, indem sie Steuern erhoben und diese verwalteten. Zudem kümmerten die Amtleute sich um die Verwaltung der Kirche. Hierbei übernahmen sie die Finanzverwaltung sowie die Pfarrerwahl. Außerdem verwalteten sie das Armenwesen und die Hospitäler.
Die Pfarrer waren in ihren jeweiligen Gemeinden meist nur noch für das Seelenheil der Gemeindemitglieder zuständig. Die Verwaltung der Pfarre, des Kirchenvermögens sowie der Kirchlichen Einrichtungen wurde komplett von den Amtleutegremien übernommen.

## Forschung
In der Forschung umstritten ist bisweilen die genaue Definition für den Kölner Fall, ob nämlich der Begriff der Sondergemeinde oder der des Kirchspiels zutreffender ist. Des Weiteren wird die Entwicklung diskutiert. Die Frage, ob die Gründung der Gemeinden von der Gesamtgemeinde oder von den Bezirksbürgern selbst ausgeht, ist Teil der anhaltenden Diskussion.
Zwischen Sondergemeinden und Gesamtgemeinde kam es zu einer personellen Verflechtung bestimmter Ämter und Positionen. Dabei hatten Personen aus dem Stadtrat Ämter in den Amtleutegremien inne.